# Lewiatan (sieć handlowa)

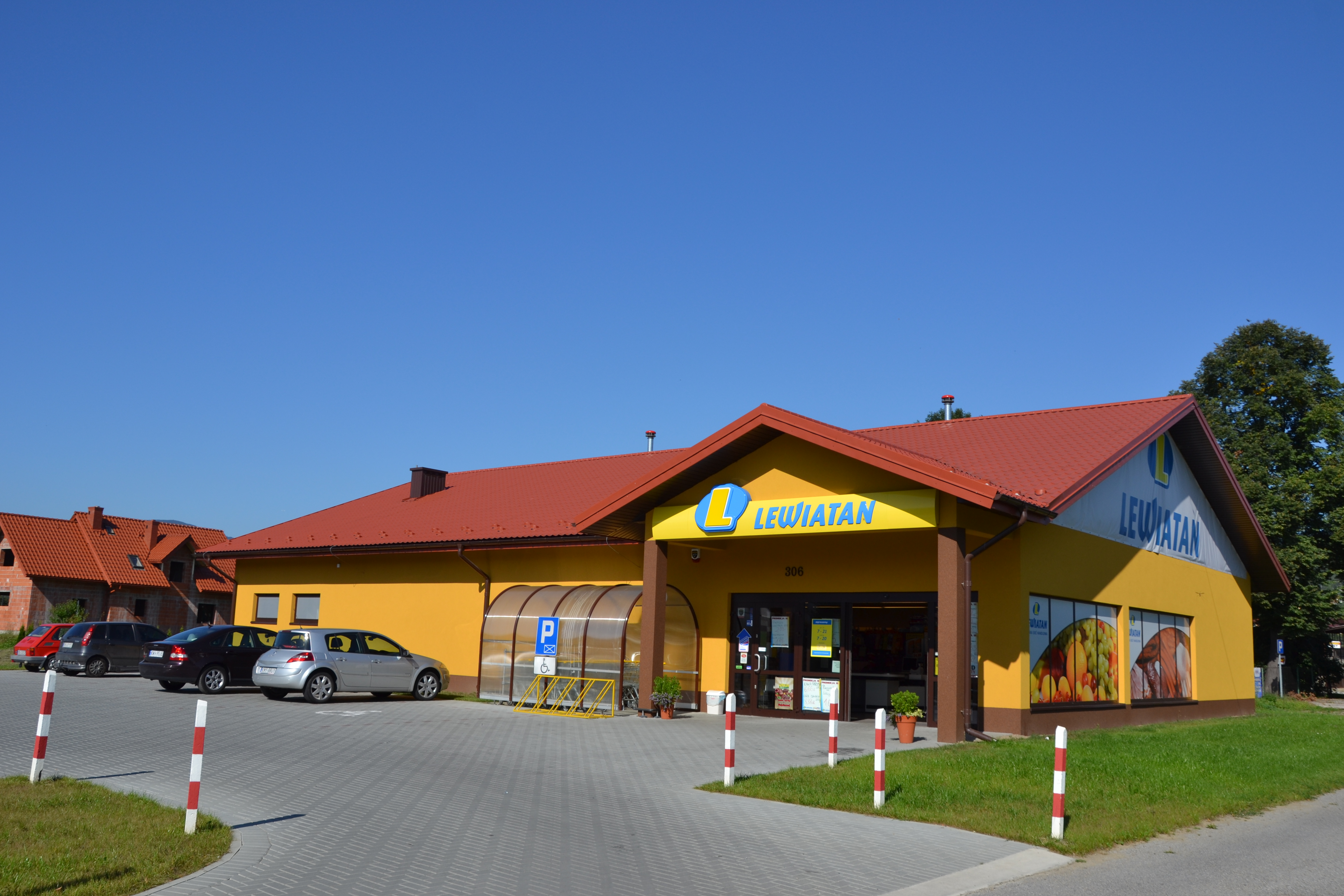
Sklep Lewiatan w miejscowości Łososina

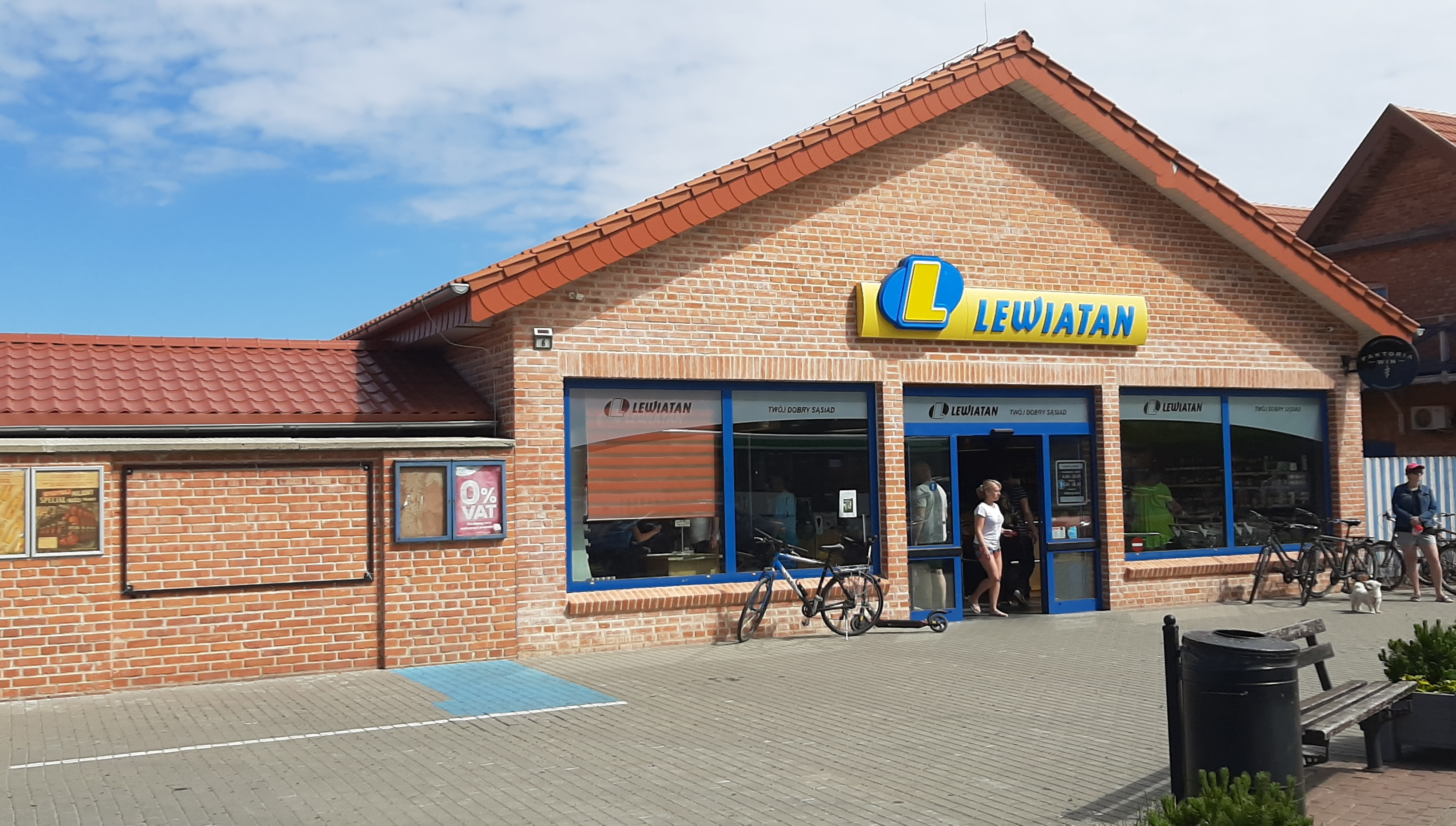
Lewiatan w Ostrowie (powiat pucki)

Lewiatan – sieć sklepów spożywczo-przemysłowych, prowadząca działalność w Polsce.
Powstała w 1994 roku, a obecnie liczy ponad 3200 sklepów zlokalizowanych na terenie całej Polski i zatrudnia sumarycznie 25 000 osób. Jej twórcą był Waldemar Nowakowski, prezesem zarządu Lewiatan Holding był Wojciech Kruszewski, a obecnie (2022) – Robert Rękas.

## Nazwa
Nazwa Lewiatan jest nawiązaniem do działającego w okresie międzywojennym Centralnego Związku Polskiego Przemysłu, Górnictwa, Handlu i Finansów „Lewiatan”, którego tradycje sieć chciała kontynuować. Z kolei nazwa tamtej organizacji narodziła się, gdy została ona skrytykowana w socjalistycznym czasopiśmie „Robotnik”, gdzie porównano ją do biblijnego Lewiatana – z przekory określenie to zostało zaadaptowane przez władze Związku jako jego nazwa.

## Historia marki

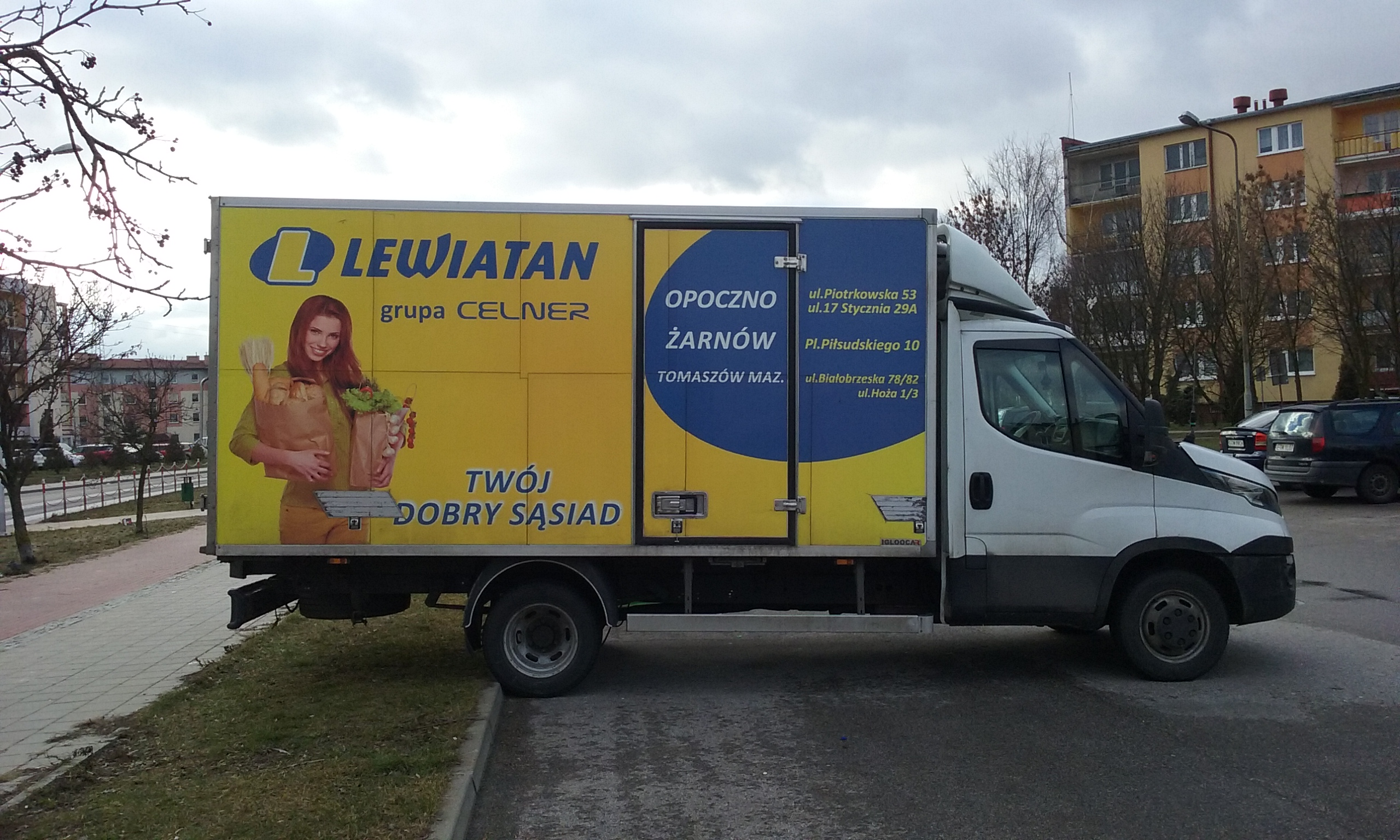
Samochód dostawczy Lewiatana w Tomaszowie Mazowieckim

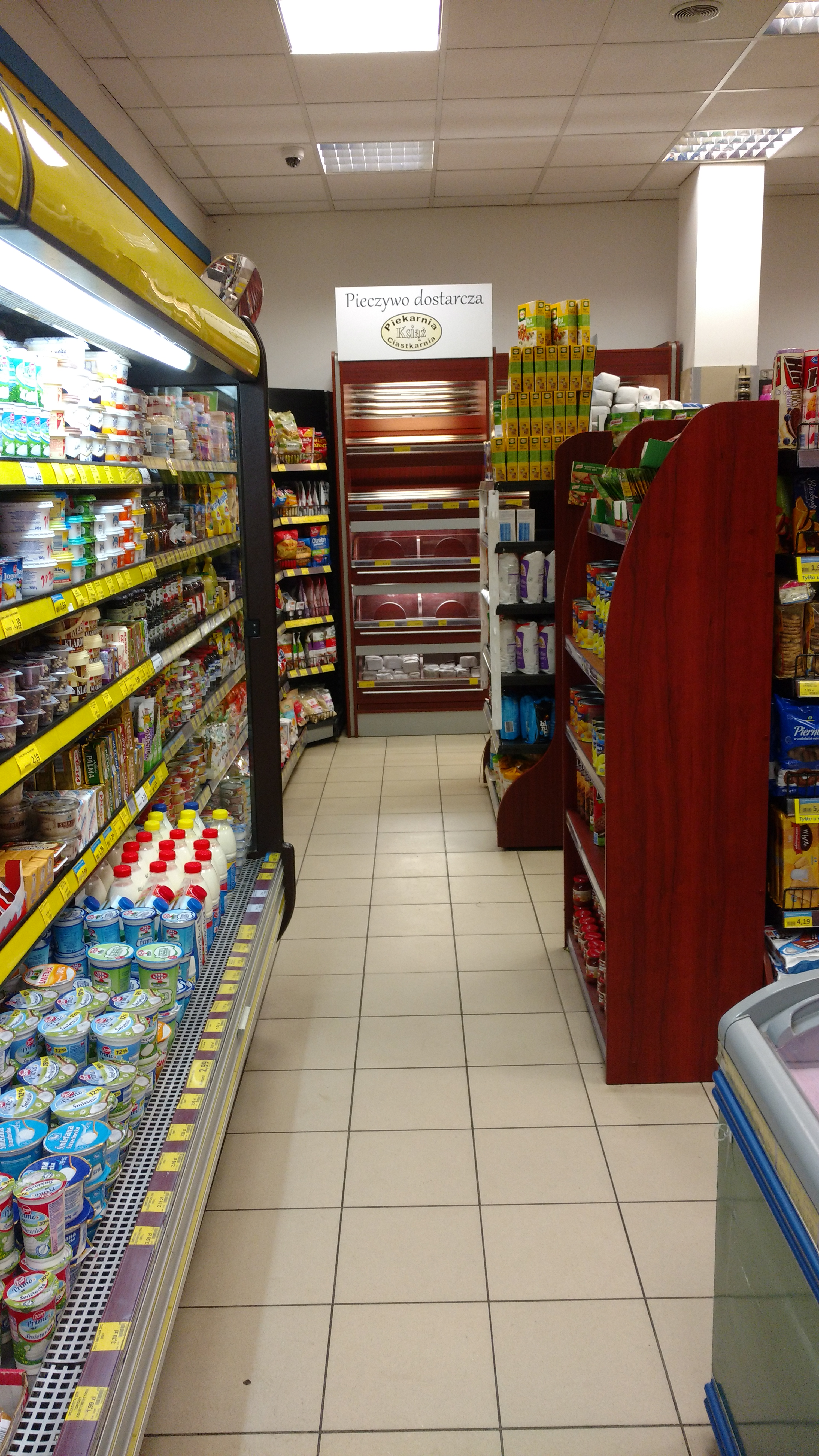
Wnętrze jednego ze sklepów Lewiatan

Polska Sieć Handlowa Lewiatan powstała w 1994 roku jako organizacja zrzeszająca kupców prowadzących działalność handlową. Pierwotnie była to nieformalna grupa zakupowa, lecz już w 1995 jej członkowie postanowili założyć spółkę akcyjną pod nazwą Związek Kupców i Producentów Lewiatan '94 S.A. Jej głównym celem było konkurowanie z sieciami zagranicznymi, które coraz aktywniej działały na rynku polskim. W założeniu inicjatorów sieci walka ta miała odbywać się z wykorzystaniem efektu skali i związaną z tym możliwością uzyskiwania korzystniejszych cen zakupu towarów od dostawców.
W roku 1996 zaczęto tworzyć sieć sklepów na zasadzie franchisingu oraz powstał kanał połączeniowy pomiędzy detalem i hurtem. Wówczas też podpisano pierwsze umowy o wspólnym prowadzeniu handlu, logistyki oraz polityki zakupowej. Zaczęły się tworzyć regionalne struktury operatorskie.
Wkrótce opracowano również jednolite standardy, w efekcie których powstała jednolita sieć handlowa.
W kwietniu 2001 roku Polska Sieć Handlowa Lewiatan rozpoczęła sprzedaż towarów marki własnej. Wśród produktów marki własnej znalazły się m.in. artykuły spożywcze (np. soki, przetwory czy mąka), a także artykuły chemiczne.
W 2011 roku sieć Lewiatan została częścią grupy Eurocash, która uzyskała prawa do marki oraz zarządzania w 9 z 16 spółek regionalnych. W tym samym roku sieć podjęła się akcji rebrandingowej, polegającej na zmianie identyfikacji wizualnej. Oprócz logo zmianom podległy również wygląd zewnętrzny sklepów oraz ich wystrój wewnętrzny. Pierwsze zmiany przeprowadzono w sklepach sieci na terenie Płocka, Sochaczewa i Radomia.
Łączny obrót PSH Lewiatan w 2014 roku wyniósł 8,55 mld zł, a w roku 2015 wyniósł 9,3 mld zł.
W 2016 marka Lewiatan należała do dziesiątki największych sieci na rynku handlowym w Polsce.

## Nagrody i wyróżnienia
Marka Polska Sieć Handlowa Lewiatan oraz Spółka Lewiatan Holding S.A. były wielokrotnie nagradzane i wyróżniane przez media i inne podmioty za swoją działalność biznesową oraz charytatywną. Marka ta wielokrotnie znajdowała się w gronie podmiotów nazywanych Gazelami Biznesu, czyli firm osiągających odpowiednie wyniki finansowe oraz dynamikę wzrostu.
Wśród innych wyróżnień znajdują się również Hermes Handlu, przyznawany przez redakcję miesięcznika Poradnik Handlowca, Korona Handlu, przyznawana przez redakcję dwutygodnika Handel, oraz Złoty Orzech, przyznawany przez redakcję Wiadomości Handlowych.
Za działalność charytatywną odzwierciedlających się we wsparciu finansowym badań naukowych oraz prac wdrożeniowych nad polskim sztucznym sercem, biologiczną zastawką serca, robotem kardiochirurgicznym oraz nowoczesną terapią komórkową Lewiatan Holding S.A. został wyróżniony przez Fundację Rozwoju Kardiochirurgii w Zabrzu statuetką „Oskar Serca”.